# 夺宝奇兵
《夺宝奇兵》（英語：Indiana Jones），又称《印第安纳琼斯》，為一套美國发行，以尋寶為主題的跨媒體製作系列，其基本内容是小亨利·沃尔顿·“印第安纳”·琼斯博士，一位虚构的考古学教授的冒险故事。它开始于1981年的电影《法櫃奇兵》。接着，其前传《魔宮傳奇》于1984年上映，其续集《圣战奇兵》于1989年上映。第四部影片《水晶头骨王国》于2008年上映，这也是该系列最后一次由派拉蒙影业发行。该系列由乔治·卢卡斯创造；主演为哈里森·福特，导演为斯蒂芬·斯皮尔伯格。沃尔特迪斯尼公司拥有《夺宝奇兵》的知识产权，因为它于2012年收购了卢卡斯影业，即创造该系列的公司。第五部影片於2023年6月上映，斯皮尔伯格和哈里森·福特都重返本片。
该系列于1992年搬上荧屏，上映了《少年印第安纳琼斯大冒险》。其中讲述了一系列冒险故事，主角是一个跟随父亲走遍世界各地的孩子。漫威漫画于1983年开始出版《印第安纳琼斯深层冒险》，黑马漫画于1991年取得了该角色的漫画书版权。电影的小说已经出版，并且还有许多原创冒险故事的小说，包括德国沃尔夫冈·霍尔拜恩的一个小说系列，矮脚鸡图书出版的在电影之前的一套十二部小说，以及受电视节目启发的讲述主角童年故事的一个系列。从1982年起，有大量《印第安纳琼斯》视频游戏被发布。

## 电影
| 電影                           | 美國上映日期  | 導演              | 編劇                                           | 故事                                           | 製片人                                                |
| ------------------------------ | ------------- | ----------------- | ---------------------------------------------- | ---------------------------------------------- | ----------------------------------------------------- |
| 《法櫃奇兵》                   | 1981年6月12日 | 斯蒂芬·斯皮尔伯格 | 劳伦斯·卡斯丹                                  | 乔治·卢卡斯 菲力普·考夫曼                      | 法兰克·马歇尔                                         |
| 《魔宮傳奇》                   | 1984年5月23日 | 斯蒂芬·斯皮尔伯格 | 威拉德·赫依克 格洛丽亚·卡茨                    | 乔治·卢卡斯                                    | 罗伯特·沃茨                                           |
| 《聖戰奇兵》                   | 1989年5月24日 | 斯蒂芬·斯皮尔伯格 | 杰弗里·鲍姆                                    | 乔治·卢卡斯 门诺·迈依杰斯                      | 罗伯特·沃茨                                           |
| 《印第安納瓊斯：水晶骷髏王國》 | 2008年5月22日 | 斯蒂芬·斯皮尔伯格 | 大卫·柯普                                      | 乔治·卢卡斯 杰夫·内桑森                        | 法兰克·马歇尔                                         |
| 《印第安納瓊斯之命運鐘盤》     | 2023年6月30日 | 詹姆斯·曼高德     | 詹姆斯·曼高德 傑茲·巴特沃思 約翰-亨利·巴特沃斯 | 詹姆斯·曼高德 傑茲·巴特沃思 約翰-亨利·巴特沃斯 | 法兰克·马歇尔 凱斯琳·甘迺迪 西蒙·伊曼紐 史蒂芬·史匹柏 |

### 《法櫃奇兵》（1981）
《法櫃奇兵》于1981年上映，其背景设定在1936年。印第安纳·琼斯（哈里森·福特）被政府特工雇佣，希望在纳粹之前找到法柜。纳粹有一支队伍，专门负责搜寻圣遗物，其中就包括法柜。传说，军队如果将法柜抬在前面，将战无不胜。纳粹得到了印第安纳的死对头勒内·白洛克（保罗·弗里曼）的帮助。在旧情人马里昂·瑞文伍德（凯伦·阿兰）和萨拉赫（约翰·里斯-戴维斯）的帮助下，印第安纳设法在埃及找到了法柜。纳粹偷了法柜，并抓住了印第安纳和马里昂。白洛克和纳粹举行了一个仪式来打开法柜，但被打开后，法柜以令人恐怖的方式将他们“熔化”。只有印第安纳和马里昂因为闭上眼睛而活了下来。法柜被运到美国，存放在一个秘密的政府仓库中。

### 《》（1984）
《魔宫传奇》于1984年上映，其背景设定在1935年，即《法櫃奇兵》的前一年。印第安纳在歌手/演员威利·斯科特（凯特·卡普肖）及其十二岁的搭档小滑溜（关继威）的帮助下，逃离了中国的黑帮。三人迫降在印度，并发现那里一个村庄的孩子都被绑架了。一个由莫拉·拉姆（亞姆列殊·普利）领导的邪教组织绑架了孩子们，也偷走神圣的桑卡拉石（Sankara Stones），并计划利用桑卡拉石来统治世界。印第安纳设法战胜了莫拉·拉姆的邪恶力量，拯救了孩子们，并将桑卡拉石放回到它们原来的地方，同时也克服了自己唯利是图的本性。

### 《圣战奇兵》（1989）
《圣战奇兵》于1989年上映。其开场是在1912年，当时十三岁的印第安纳（里弗·菲尼克斯）试图归还一个属于弗朗西斯科·巴斯克斯·德·科罗纳多的装饰精美的十字架，而这个任务最终在1938年才完成。印第安纳和他的朋友马库斯·布罗迪（德诺姆·艾略特）受美国商人沃尔特·多诺万（朱利安·格洛弗）的委托去寻找圣杯。他们联手艾尔莎·施耐德博士（艾莉森·杜迪），追踪着印第安纳父亲的线索。他父亲亨利（肖恩·康纳利）与他关系疏远，并在留下这些线索后消失了。后来发现，多诺万和艾尔莎都在为纳粹效力。而正是纳粹，为了让印第安纳帮助他们找到圣杯，而抓住了亨利·琼斯。但是，印第安纳重新获得了他父亲记满研究成果的日记，并设法在找到圣杯的地点之前，解救了他父亲。多诺万和艾尔莎皆死于圣杯的诱惑，而印第安纳和亨利意识到，他们之间的关系比寻找遗迹更重要。

### 《水晶头骨王国》（2008）
《水晶头骨王国》于2008年上映，其背景设定在1957年，即《圣战奇兵》的十九年之后，这也是这两部电影上映时间的间隔。印第安纳过着平静的教书生活，但被卷入了一场新的冒险。他与伊琳娜·斯帕尔科（凯特·布兰切特）领导的苏联特工之间，为争夺一个水晶人头骨而展开竞争。他先后到达过内华达、康涅狄格、秘鲁和巴西的亚马逊雨林。印第安纳经历了他最好朋友麦克（雷·温斯顿）的背叛，还认识了一个名为马特·威廉姆斯的混血儿（希安·拉博夫）。后来发现这个混血儿正是他的儿子，其真实姓名是亨利·琼斯三世。混血儿的母亲，即第一部影片中的旧情人马里昂·瑞文伍德，也与他团聚了。

### 《印第安納瓊斯之命運鐘盤》（2023）
《印第安納瓊斯之命運鐘盤》目前預定將於2023年6月30日上映。該片不會由史蒂芬·史匹柏導演，不過仍參與製作。導演將由導演過賽道狂人、羅根等電影的詹姆士·曼格擔任。它繼續由凱斯琳·甘迺迪、法蘭克馬歇爾以及賽門·艾曼紐擔任監製，約翰·威廉斯同樣會回歸配樂。艾美獎得主菲比·沃勒-布里奇和丹麥演員邁茲·米克森加入演出行列。

### 创作背景

五部《夺宝奇兵》电影中访问过的国家。
《法櫃奇兵》中到访过的国家
《魔宫传奇》中到访过的国家
《圣战奇兵》中到访过的国家
《水晶头骨王国》中到访过的国家
《命運輪盤》中到访过的国家

#### 前三部
1973年，乔治·卢卡斯写了《印第安纳·史密斯的冒险》（The Adventures of Indiana Smith）。像《星球大战》一样，这是为二十世纪三四十年代电影系列创造一个的现代版本的机会。卢卡斯与菲力普·考夫曼讨论了这一概念，他们一起工作了数周，决定用法柜作为麦高芬。后由于克林特·伊斯特伍德雇佣考夫曼写《亡命徒乔西·威尔士》，该项目陷入停滞。1977年5月，卢卡斯在茂宜岛，试图躲避《星球大战IV》带来的巨大成功。他的朋友兼同事斯蒂芬·斯皮尔伯格刚结束《第三类接触》的工作，也在那里渡假。斯皮尔伯格告诉卢卡斯，他很想制作一部詹姆斯·邦德系列电影，但是卢卡斯告诉他一个“比詹姆斯·邦德更好”的主意，并大概讲述了《法櫃奇兵》的情节。斯皮尔伯格很喜欢，并称之为“没有硬件的詹姆斯·邦德电影”，只是他将主角的姓改成了琼斯。斯皮尔伯格和卢卡斯与派拉蒙影业达成了协议，涉及五部印第安纳琼斯电影。
斯皮尔伯格和卢卡斯想让更加黑暗，因为他们各自因感情破裂而离婚，导致他们都情绪不佳。卢卡斯将这部影片作为一部前传，因为这次他不想让纳粹分子当反派了。他曾经考虑过孙悟空和一座鬼城，但最终创造了桑卡拉石。他雇了威拉德·赫依克和格洛丽亚·卡兹编写脚本，因为他知道他们对印度文化感兴趣。被《法櫃奇兵》弃用的一些主要场景也被用于这部影片：一场用大圆盘作掩体的逃跑戏，一场用橡皮筏从飞机上坠落的戏，以及一场矿车追逐戏。对于第三部影片，斯皮尔伯格重新审视了孙悟空和鬼城的概念，然后卢卡斯建议使用圣杯。斯皮尔伯格曾拒绝过这个想法，因为它过于超脱现实，但随后设计了一个关于父与子的故事，并确定：“每个人都在寻找的圣杯，应当作为儿子与父亲互相寻求和解的一个隐喻。"

#### 《水晶头骨王国》
随着1989年《圣战奇兵》的上映，卢卡斯结束了该系列，因为他觉得他想不出好的情节设计来做下一部影片了，转而制作了《少年印第安纳琼斯大冒险》，开发了主角的早年经历。哈里森·福特在其中一集中饰演了印第安纳，来讲述他1920年在芝加哥的冒险。1992年12月，当卢卡斯拍摄哈里森·福特的角色时，他意识到这一场景创造了一种可能，即可以创作设定在1950年代的、印第安纳老了之后的影片。该片用外星人作情节设计，可以反映1950年代B级片的科幻潮。哈里森·福特不喜欢这个新角度，他告诉卢卡斯：“让我演这样一部斯皮尔伯格电影，没门。”斯皮尔伯格自己也拒绝了这个想法，虽然他曾在《第三类接触》和《E.T.外星人》中描绘过外星人。卢卡斯设计了一个故事，杰布·斯图尔特从1993年10月到1994年5月将其写成了脚本。卢卡斯想让印第安纳结婚，这样就可以让老亨利·琼斯重新登场，表示关心他儿子是否对他的所作所为感到高兴。随后，卢卡斯了解到斯大林对心理战很感兴趣，于是决定让俄国人来作反派，让外星人拥有超自然力量。随着斯图尔特的下一稿，卢卡斯雇佣了《圣战奇兵》的编剧杰弗里·鲍姆来写后面的三个版本，最后一版在1996年3月完成。三个月后，《独立日》上映，斯皮尔伯格告诉卢卡斯，他不想再做外星人入侵的电影了（这持续到了2005年的《世界大战》）。卢卡斯决定将重心转移到《星球大战前传》上。
2000年，斯皮尔伯格的儿子问，什么时候才会上映下一部《夺宝奇兵》电影，他很想让这个系列复活。同年，哈里森·福特、斯皮尔伯格、法兰克·马歇尔和凯瑟琳·肯尼迪在美国电影学会为哈里森·福特颁奖时碰了面，共同表示他们希望再制作一部《夺宝奇兵》电影。斯皮尔伯格还发现，重返该系列，对于他在这段时期的许多黑暗的电影来说，起到了缓解作用。斯皮尔伯格和卢卡斯讨论了涉及外星人的B级片的核心构思，卢卡斯建议使用水晶头骨来实现这一想法。卢卡斯发现这些文物跟法柜一样吸引人，并打算在《少年印第安纳琼斯》的一集里使用它们，但后来被取消了。他雇奈特·沙马兰来编写，并打算在2002年开拍。但沙马兰不堪重负，并声称很难把哈里森·福特、斯皮尔伯格和卢卡斯集中起来。他也找过史蒂芬·加汉和汤姆·斯托帕德。
2002年5月，弗兰克·达拉邦特被请来编写脚本，他曾撰写过多集《少年印第安纳琼斯》。他的脚本题为《印第安纳琼斯与众神之城》，背景设在1950年代，主线为前纳粹追杀琼斯。斯皮尔伯格构思了这个想法，因为现实生活中的人物如阿根廷的胡安·庇隆，据称曾保护过纳粹战犯。达拉邦特声称斯皮尔伯格非常喜欢这个脚本，但卢卡斯有意见，于是决定自己接手来写。卢卡斯和斯皮尔伯格承认，设定在1950年代就不能忽略冷战，让苏联人作反派似乎更合理。斯皮尔伯格在执导《辛德勒的名单》后不想再讽刺纳粹，同时，哈里森·福特也感觉“我们跟纳粹玩够了。”达拉邦特的主要贡献是重新引入了马里昂·瑞文伍德作为印第安纳的爱情归宿，但是他给了他们一个13岁的女儿，斯皮尔伯格觉得这跟《侏罗纪公园：失落的世界》太相似了。
2004年8月，杰夫·内桑森碰见了斯皮尔伯格和卢卡斯，并于2005年10月11月转入下一稿，标题为《原子蚂蚁》。大卫·柯普接着撰写，并采纳罗伯特·奥本海默的提议，给脚本起了一个副标题——《世界毁灭者》。后来标题变成了《水晶头骨王国》，因为斯皮尔伯格发现，用这个情节设计作标题会更诱人。柯普想将马特（Mutt）的角色描绘为一个书呆子，但被卢卡斯拒绝了，说他必须像《狂野的人》中的马龙·白兰度；“他需要成为印第安纳琼斯的父亲所希望的那样——诅咒通过自己儿子的形式轮回——他的父亲不能忍受他的一切”。柯普与劳伦斯·卡斯丹合作写出了电影里“爱的对话”。

### 未来计划

#### 关于主演
由于在《水晶头骨王国》中引入了马特·威廉姆斯（Mutt Williams）（希安·拉博夫），有人猜测，拉博夫将替代哈里森·福特，接手这一电影系列。在IGN的一次采访中，“斯皮尔伯格表明，拉博夫需要参与多部变形金刚电影，之后他才能抽身，接过印第安纳·琼斯的毡帽和皮鞭。”而演员自己说：“轮到我了？开玩笑呢？我不认为会这样，这是谣言。”哈里森·福特说，第五部影片他还会回来，如果不需要再等二十年的话。而斯皮尔伯格则回应说，“除非你们（观众）更想这样”，才会这样。在《时代周刊》的一次采访中，当被问及在下部影片中是否将毡帽传给拉博夫时，哈里森·福特说：“你说什么？它是我的。我要演下一部夺宝奇兵，乔治·卢卡斯现在正在琢磨一个想法。希安可以有他自己的帽子，那顶帽子是我挣来的。”
在2008年戛纳电影节上，卢卡斯进一步说明，将会有第五部影片。他还透露了一个想法：“下一次让希安·拉博夫演主角，让哈里森·福特回来，就像肖恩·康纳利在前一部影片中那样。”当时拍摄《圣战奇兵》时，肖恩·康纳利只有58岁。卢卡斯也说年龄不是问题，哈里森·福特“已经65岁了，但在这部影片中，一切都是他自己做的。变老是肯定的，但他并不像是个老人。他仍然敏捷得难以置信；他看起来甚至比20年前做得更好，如果你问我的话。”2008年8月，卢卡斯在研究可能用到的道具，并说斯皮尔伯格对第五部影片持开放态度。他还改变了自己“继续这一系列并分拆”的想法，开玩笑说“印第安纳·琼斯就是印第安纳·琼斯。哈里森·福特就是印第安纳·琼斯。如果是马特·威廉姆斯，那就是《马特·威廉姆斯与搜寻猫王》什么的。”两个月之后，哈里森·福特说，如果第五部影片是一部像《克隆人之战》那样的动画电影，他就不演了，因为“我不希望看到我们制作的电影及其制作方式有任何方面的缺失。”他还称，卢卡斯对第五部影片的想法“很疯狂，但是很棒”。
当被问及与马里昂·瑞文伍德结婚并有了一个儿子，在第五部影片中会如何影响角色，哈里森·福特仅回答说：“他见过一些东西，而这些东西又是仅有的能证明他见过的证据。这很有趣。”在2010年1月，哈里森·福特说：“我想，增进对角色的理解会很有趣，因为我们对整个系列始终雄心勃勃。我认为，加深他和他儿子之间的关系，并在这个关系的基础上演绎，将会很有趣……它充满了机会。这个系列也充满了机会。”

#### 关于《夺宝奇兵5》
从2009年到2010年都在继续讨论《夺宝奇兵5》的可行性。2009年6月有报道推测，下一部将于2011年开拍，其情节涉及百慕大三角。但后来法兰克·马歇尔在其Twitter上说，这些传言是“完全错误的”。2009年6月，拉博夫向BBC记者利佐·姆津巴确认：“斯蒂芬（斯皮尔伯格）只是说，他构思了它（第五部影片）的故事，我想他们正在加速。”卢卡斯说他从2009年12月开始忙于这部影片。2010年11月，哈里森·福特说，他和斯皮尔伯格在等待卢卡斯向他们讲述他的想法。2011年3月，Deadbolt网站采访凯伦·阿兰，并询问了她关于第五部影片的情况。“我知道的是，他们有了一个他们喜欢的故事，”阿兰说，“这是一个巨大的进步。我是大概半年前听说的，他们有了一个喜欢的故事，并且他们正在忙于这件事。”2012年7月，法兰克·马歇尔表示，该片不大可能在近期宣布，他说：“我不敢肯定它不会发生，但它还没有步入正轨……这个项目得先有编剧才行。现在夺宝奇兵还没有编剧。”
2012年10月，迪斯尼公司收购了卢卡斯影业，从而获得了《夺宝奇兵》知识产权的所有权。但是，派拉蒙影业仍然拥有该电影系列的发行权。2013年12月6日，迪斯尼集团购买了剩下的、对未来《夺宝奇兵》影片的发行权和销售权，而派拉蒙将保留前四部影片的发行权，并将参与任何后续影片的“分红”。尽管该交易并未宣布有新的影片，但是迪斯尼CEO罗伯特·艾格已经表示有兴趣通过迪斯尼各部门的合作将该系列变现。集团主席艾伦·霍恩说，第五部《夺宝奇兵》影片至少需要准备两三年。
在2015年5月《名利场》的一次采访中，凯瑟琳·肯尼迪确认了第五部影片的计划，她说另一部影片“有一天将会在公司内制作。但是会在什么时候，我不是很确定。我们还没有开始为它写脚本，但我们正在讨论。”2015年10月，斯皮尔伯格告诉雅虎！电影，哈里森·福特将有可能在第五部《夺宝奇兵》影片中再次饰演他的角色。
2016年3月15日，迪斯尼集团宣布，第五部影片将在2019年7月19日上映。主演依然是哈里森·福特，斯皮尔伯格将担任导演，由大卫·柯普编剧，制片为凯瑟琳·肯尼迪和法兰克·马歇尔。乔治·卢卡斯起初不打算参与这部电影。然而，在迪士尼《圆梦巨人》的一次新闻发布会上，斯皮尔伯格确认，卢卡斯将再次作为执行制片，他说：“我绝不能让一部《夺宝奇兵》缺了乔治·卢卡斯。那太扯淡了。”法兰克·马歇尔表示，该片将延续《水晶头骨王国》的故事。2016年6月9日，斯皮尔伯格确认，约翰·威廉姆斯将再次加盟。2017年4月25日，《星球大战》官方网站将该片的上映日期更新到了2020年7月10日。2017年9月4日，大卫·柯普透漏，由希安·拉博夫扮演的马特·威廉姆斯的角色将不会再次出现。
斯皮尔伯格和迪斯尼的罗伯特·艾格都谈论了第五部影片。斯皮尔伯格表示，印第安纳·琼斯不会消失。然而，艾格说，这个有哈里森·福特的系列，其未来是未知的，但是第五部影片“不会是最后一部。”

## 反响

### 票房成绩
| 影片 | 上映日期                                                                        | 票房总额（美元） | 票房总额（美元） | 票房总额（美元） | 票房排名  | 票房排名 | 预算（百万美元） | 参     |
| 影片 | 上映日期                                                                        | 北美             | 其它地区         | 全球             | 北美历来  | 全球历来 | 预算（百万美元） | 参     |
| --- | ------------------------------------------------------------------------------- | ---------------- | ---------------- | ---------------- | --------- | -------- | ---------------- | ------ |
| 《法櫃奇兵》 | 1981年6月12日 （1982年7月16日）(R) （1983年3月25日）(R) （2012年9月7日IMAX）(R) | 248,159,971(R)   | 141,766,000      | 389,925,971      | 85 20(A)  | 237      | 18               | [ 64 ] |
| 《》 | 1984年5月23日                                                                   | 179,870,271      | 153,237,000      | 333,107,271      | 187 86(A) | 321      | 28               | [ 65 ] |
| 《圣战奇兵》 | 1989年5月24日                                                                   | 197,171,806      | 277,000,000      | 474,171,806      | 153 99(A) | 174      | 48               | [ 66 ] |
| 《水晶头骨王国》 | 2008年5月22日                                                                   | 317,101,119      | 469,534,914      | 786,636,033      | 36 131(A) | 61       | 185              | [ 67 ] |
| 总计 | 总计                                                                            | 942,303,167      | 1,041,537,914    | 1,983,841,081    | 279       | [ 68 ]   |                  |        |
| 说明 - (A)表示基于当前票价调整后的总额（由Box Office Mojo计算）。 - (R)《法櫃奇兵》美国国内上映和后续3次重映的总和。 |                                                                                 |                  |                  |                  |           |          |                  |        |

### 影评及公众反应
| 影片                       | 烂番茄           | Metacritic     | 影院评分 |
| -------------------------- | ---------------- | -------------- | -------- |
| 《法櫃奇兵》               | 94%（71条评论）  | 85（16条评论） | 不適用   |
| 《》                       | 85%（65条评论）  | 57（14条评论） | 不適用   |
| 《圣战奇兵》               | 88%（68条评论）  | 65（14条评论） | A        |
| 《水晶头骨王国》           | 77%（260条评论） | 65（40条评论） | B        |
| 《印第安納瓊斯：命運輪盤》 | 69%（398條評論） | 58（65条评论） |          |

### 奥斯卡奖
| 奖项                      |                                    |      |              |                  |
| 奖项                      | 《法櫃奇兵》                       | 《》 | 《圣战奇兵》 | 《水晶头骨王国》 |
| ------------------------- | ---------------------------------- | ---- | ------------ | ---------------- |
| 最佳艺术指导              | 獲獎                               |      |              |                  |
| 最佳音响效果              | 獲獎                               |      | 提名         |                  |
| 最佳摄影                  | 提名                               |      |              |                  |
| 最佳导演                  | 提名                               |      |              |                  |
| 最佳影片剪辑              | 獲獎                               |      |              |                  |
| 最佳原创音乐              | 提名                               | 提名 | 提名         |                  |
| 最佳影片                  | 提名                               |      |              |                  |
| 最佳音效剪辑              |                                    |      | 獲獎         |                  |
| 最佳视觉效果              | 獲獎                               | 獲獎 |              |                  |
| 特别成就 （最佳音效剪辑） | 獲獎 （本·伯特和 理查德·L·安德森） |      |              |                  |

## 电视
在电视系列剧《少年印第安纳琼斯大冒险》（1992年至1996年）中，有三个演员扮演了印第安纳·琼斯：肖恩·帕特里克·福兰纳瑞扮演了16至20岁的印第安纳；科里·卡里尔在若干集中扮演了8至10岁的版本；还有乔治·霍尔，他扮演93岁的琼斯，为每一集作旁白。1990年卢卡斯开始开发这一系列，因为要寓教于乐，所以比电影更废脑子。该节目是他第一次与制片人里克·麦卡勒姆合作，并为每一集编写了故事。该剧动用的编剧和导演包括：凯瑞·费雪、弗兰克·达拉邦特、维克·阿姆斯特朗、本·伯特、特里·琼斯、尼古拉斯·罗格、迈克·纽维尔和乔·约翰斯顿。在《大冒险》中，琼斯穿过了许多历史画面，其中的明星有丹尼尔·克雷格、克里斯托弗·李、鲍勃·派克、杰弗里·赖特、马克·沃伦、凯瑟琳·泽塔-琼斯、伊丽莎白·赫莉、安·海契、瓦妮莎·雷德格瑞夫、朱利安·费洛斯、蒂莫西·斯波。甚至哈里森·福特本人也在一集中出演了50岁的印第安纳（出现在市政厅）。
该节目在超过25个国家拍摄了超过150个星期。第一季从1991年3月拍到1992年3月；第二季从两个月之后开始，到1993年4月结束。ABC（美国广播公司）广播网并不清楚卢卡斯的脑子里想的是什么，并打算在广告中说该系列是跟电影类似的动作冒险片。跟普通电视剧相比，该节目收视率还不错。但ABC比较紧张，在六集之后停播了一段时间，直到1992年9月才继续播出。在第二季只剩四集还没有播出的时候，ABC最后将节目出售给了家庭频道。家庭频道更改了形式，从50分钟一集的电视剧变成了90分钟一部的电视电影。最后四集从1994年1月拍到了1996年5月。《少年印第安纳琼斯大冒险》收到的来自夺宝奇兵迷的评价褒贬不一，但它获得了23项艾美奖提名并得到其中10个奖项，它还获得了1994年金球獎最佳戲劇類影集的提名。它也是卢卡斯影业数字效果的试验田。
该系列以VHS和DVD格式发行了家庭录像。卢卡斯工作了一段时间用来彻底修订，并按照家庭录像版本进行了调整；主要的结构发生了改变，包括完全删除了93岁琼斯的穿插部分。DVD套装的发行，配合了《水晶头骨王国》的剧场首映。该光盘在附加部分中，包括了大约100条新的幕后花絮。

## 演员和角色
| 角色                 | 电影系列         | 电影系列      | 电影系列                              | 电影系列         | 电影系列                   | 电视剧 |
| 角色                 | 《法櫃奇兵》     | 《》          | 《圣战奇兵》                          | 《水晶头骨王国》 | 《印第安納瓊斯之命運鐘盤》 | 《少年印第安纳琼斯大冒险》 |
| 角色                 | 1981             | 1984          | 1989                                  | 2008             | 2023                       | 1992 — 1996 |
| -------------------- | ---------------- | ------------- | ------------------------------------- | ---------------- | -------------------------- | --- |
| 印第安纳·琼斯        | 哈里森·福特      | 哈里森·福特   | 哈里森·福特里弗·菲尼克斯（13岁）      | 哈里森·福特      | 哈里森·福特                | Neil "Boulie" Boulane（幼年）Boutalat（童年）科里·卡里尔（8–10岁）肖恩·帕特里克·福兰纳瑞（16–21岁）哈里森·福特（50岁）乔治·霍尔（93岁） |
| 马库斯·布罗迪        | 德诺姆·艾略特    |               | 德诺姆·艾略特                         | 照片             |                            | |
| 萨拉赫               | 约翰·里斯-戴维斯 |               | 约翰·里斯-戴维斯                      | 照片             |                            | |
| 马约尔·阿诺德·托特   | 罗纳德·莱西      |               |                                       |                  |                            | |
| 马里昂·瑞文伍德      | 凯伦·阿兰        |               |                                       | 凯伦·阿兰        |                            | |
| 勒内·白洛克          | 保罗·弗里曼      |               |                                       |                  |                            | |
| 科洛内尔·迪特里希    | 沃尔夫·卡勒      |               |                                       |                  |                            | |
| 威利·斯科特          |                  | 凯特·卡普肖   |                                       | 照片             |                            | |
| 小滑溜               |                  | 关继威        |                                       |                  |                            | |
| 莫拉·拉姆            |                  | 阿姆里什·普里 |                                       |                  |                            | |
| 老亨利·琼斯          |                  |               | 肖恩·康纳利亚历克斯·海德-怀特（青年） | 照片             |                            | 劳埃德·欧文 |
| 沃尔特·多诺万        |                  |               | 朱利安·格洛弗                         |                  |                            | |
| 艾尔莎·施耐德        |                  |               | 艾莉森·杜迪                           |                  |                            | |
| 科洛内尔·沃格尔      |                  |               | 迈克尔·伯恩                           |                  |                            | |
| 乔治·“麦克”·麦克黑尔 |                  |               |                                       | 雷·温斯顿        |                            | |
| 伊琳娜·斯帕尔科      |                  |               |                                       | 凯特·布兰切特    |                            | |
| 亨利·“马特”·琼斯三世 |                  |               |                                       | 希安·拉博夫      |                            | |
| 哈罗德·奥克斯利      |                  |               |                                       | 约翰·赫特        |                            | |
| 科洛内尔·多甫琴科    |                  |               |                                       | 伊戈尔·基基凯勒  |                            | |
| 查尔斯·斯坦福斯      |                  |               |                                       | 吉姆·布勞德本特  |                            | |
| 安娜·琼斯            |                  |               |                                       |                  |                            | Ruth De Sosa |
| 海伦·西摩            |                  |               |                                       |                  |                            | 玛格利特·提扎克 |
| 雷米·雷米            |                  |               |                                       |                  |                            | 龙尼·考提尔 |

## 文学作品

### 小说
1981年4月，由坎贝尔·布莱克写的小说化《法櫃奇兵》由巴伦丁书店出版。然后，由詹姆斯·卡恩写的《魔宫传奇》于1984年5月由巴伦丁出版。最后，《圣战奇兵》于1989年9月出版，这也是罗伯·迈克格雷戈（Rob MacGregor）的第一部夺宝奇兵小说。作为头两部影片的影迷，迈克格雷戈承认，编写这部小说让他对第三部影片“多少有点失望”，因为他扩充了脚本，而斯皮尔伯格砍掉了一些场景，以使故事更紧凑。
乔治·卢卡斯请迈克格雷戈继续为矮脚鸡图书编写原创小说。这些小说面向的是成年人或年轻的成年人受众，作为前传其背景设定为1920年代或1930年代初，印第安纳大学毕业之后。在诸多电影角色中，卢卡斯只允许马库斯·布罗迪出现。他要求迈克格雷戈要基于真正的神话书，但要删除性爱场面，其它方面则给予了作家完全的创作自由。除了巨石阵以外，迈克格雷戈选择的地点都是他以前去过的。他的六部小说在1991年2月到1992年11月之间出版——《印第安纳琼斯与特尔斐冒险》、《印第安纳琼斯与巨人舞》、《印第安纳琼斯与七面纱》、《印第安纳琼斯与创世纪大洪水》、《印第安纳琼斯与独角兽的遗产》和《印第安纳琼斯与内部世界》。其中，1992年2月出版的以诺亚方舟为主题的《创世纪大洪水》，是最畅销的；迈克格雷戈认为这是因为它“在信教的人群中有着强大的追随者......因为他们特别关注诺亚方舟的故事，并把它当作历史和考古事实，而不是神话。”迈克格雷戈最喜欢的书是《七面纱》，其主题为现实中的探险家波西·福西特，并涉及了印第安纳的妻子，迪尔德丽·坎贝尔之死。
马丁·凯丁写了矮脚鸡系列接下来的两部小说——《印第安纳琼斯与劫机者》和《印第安纳琼斯与好巫婆》。这两部小说将盖尔·帕克作为印第安纳的伙伴；它们还附有后记，介绍了该系列每部小说的历史渊源。
1995年，凯丁病了，所以马克斯·麦考伊接手写了最后四部小说：《印第安纳琼斯与哲学家的石头》、《印第安纳琼斯与恐龙蛋》、《印第安纳琼斯与空心地球》和《印第安纳琼斯与斯芬克斯的秘密》。麦考伊把他的书的背景时间设定得更接近于《法櫃奇兵》，这导致他将印第安纳的特征刻画得“有点阴暗”。在第一本书的序言中，他提到了水晶头骨，这成了一个循环故事，在最后一部小说中，印第安纳最终放弃了它。卢卡斯很少参与麦考伊的小说，但卢卡斯影业删掉了性或古怪的元素，以使这些书能吸引年轻读者；他们还拒绝了在最后一本书中采用时间旅行主题。萨拉赫、老车、勒内·白洛克和纳粹党都有露面，麦考伊让印第安纳对抗了墨索里尼法西斯和日本人。印第安纳还有一场与艾丽莎·邓斯汀的命中注定的罗曼史，邓斯汀是一名大英博物馆的图书管理员。一部涉及命运之矛的小说被取消了，因为黑马漫画正在开发这个想法，但后来被DC漫画开发了。
该书只出版了平装本，因为该系列的编辑认为读者不会为冒险小说付精装本的价格。
2008年2月，前三部影片的小说化版本被出版；同年5月，詹姆士·罗林斯的《水晶头骨王国》的小说化也出版了。全部四部影片的儿童小说化由学乐集团在2008年出版。
2009年初，迈克格雷戈说要为巴伦丁写新书，但并没有出版。
史蒂夫·佩里写的新的成年冒险，《印第安纳琼斯与死亡军队》于2009年9月出版。
基于视频游戏《印第安纳琼斯与王之杖》，迈克格雷戈还写了一部小说，以配合该游戏的发布，但由于游戏产品的周边问题而取消了。
另外，德国作家沃尔夫冈· 霍尔拜因在1990年代初期，还写了八部印第安纳琼斯小说，但它们从未被翻译成英文。

#### 小说列表
以下小说除《死亡军队》由Del Rey出版之外，均由矮脚鸡图书出版。
| 英文名                                     | 中文含义                     | 出版时间   | 作者            |
| ------------------------------------------ | ---------------------------- | ---------- | --------------- |
| Indiana Jones and the Peril at Delphi      | 印第安纳琼斯与特尔斐冒险     | 1991年2月  | 罗伯·迈克格雷戈 |
| Indiana Jones and the Dance of the Giants  | 印第安纳琼斯与巨人舞         | 1991年6月  | 罗伯·迈克格雷戈 |
| Indiana Jones and the Seven Veils          | 印第安纳琼斯与七面纱         | 1991年12月 | 罗伯·迈克格雷戈 |
| Indiana Jones and the Genesis Deluge       | 印第安纳琼斯与创世纪大洪水   | 1992年2月  | 罗伯·迈克格雷戈 |
| Indiana Jones and the Unicorn's Legacy     | 印第安纳琼斯与独角兽的遗产   | 1992年9月  | 罗伯·迈克格雷戈 |
| Indiana Jones and the Interior World       | 印第安纳琼斯与内部世界       | 1992年     | 罗伯·迈克格雷戈 |
| Indiana Jones and the Sky Pirates          | 印第安纳琼斯与劫机者         | 1993年12月 | 马丁·凯丁       |
| Indiana Jones and the White Witch          | 印第安纳琼斯与好巫婆         | 1994年     | 马丁·凯丁       |
| Indiana Jones and the Philosopher's Stone  | 印第安纳琼斯与哲学家的石头   | 1995年     | 马克斯·麦考伊   |
| Indiana Jones and the Dinosaur Eggs        | 印第安纳琼斯与恐龙蛋         | 1996年     | 马克斯·麦考伊   |
| Indiana Jones and the Hollow Earth         | 印第安纳琼斯与空心地球       | 1997年     | 马克斯·麦考伊   |
| Indiana Jones and the Secret of the Sphinx | 印第安纳琼斯与斯芬克斯的秘密 | 1999年     | 马克斯·麦考伊   |
| Indiana Jones and the Army of the Dead     | 印第安纳琼斯与死亡军队       | 2009年     | 史蒂夫·佩里     |

沃尔夫冈· 霍尔拜因的夺宝奇兵小说：
| 德文名                                           | 中文含义                     | 出版时间 |
| ------------------------------------------------ | ---------------------------- | -------- |
| Indiana Jones und das Schiff der Götter          | 印第安纳琼斯与众神之船       | 1990年   |
| Indiana Jones und die Gefiederte Schlange        | 印第安纳琼斯与羽毛蛇         | 1990年   |
| Indiana Jones und das Gold von El Dorado         | 印第安纳琼斯与黄金国的黄金   | 1991年   |
| Indiana Jones und das verschwundene Volk         | 印第安纳琼斯与失踪的人       | 1991年   |
| Indiana Jones und das Schwert des Dschingis Khan | 印第安纳琼斯与成吉思汗的剑   | 1991年   |
| Indiana Jones und das Geheimnis der Osterinseln  | 印第安纳琼斯与复活节岛的秘密 | 1992年   |
| Indiana Jones und das Labyrinth des Horus        | 印第安纳琼斯与何露斯的迷宫   | 1993年   |
| Indiana Jones und das Erbe von Avalon            | 印第安纳琼斯与阿瓦隆的遗产   | 1994年   |

### 儿童小说

#### 《找到你的命运》
巴伦丁书店出版了许多夺宝奇兵书作为《找到你的命运》（Find Your Fate）系列，它们由不同的作者写成。该系列最初的标题是《找到你的命运冒险》，在17本书中有11本是夺宝奇兵的书。这些书类似于《惊险岔路口》系列，让读者从选项中作出选择，来改变故事的结局。
| 英文名                                             | 中文含义                       | 出版时间   | 作者                                                       |
| -------------------------------------------------- | ------------------------------ | ---------- | ---------------------------------------------------------- |
| Indiana Jones and the Curse of Horror Island       | 印第安纳琼斯与恐怖岛的诅咒     | 1984年6月  | R·L·斯坦                                                   |
| Indiana Jones and the Lost Treasure of Sheba       | 印第安纳琼斯与示巴丢失的宝藏   | 1984年6月  | 罗丝·埃斯蒂斯                                              |
| Indiana Jones and the Giants of the Silver Tower   | 印第安纳琼斯与银塔巨人         | 1984年8月  | R·L·斯坦                                                   |
| Indiana Jones and the Eye of the Fates             | 印第安纳琼斯与命运之眼         | 1984年8月  | 理查德·温克                                                |
| Indiana Jones and the Cup of the Vampire           | 印第安纳琼斯与吸血鬼的杯子     | 1984年10月 | 安迪·黑尔费尔                                              |
| Indiana Jones and the Legion of Death              | 印第安纳琼斯与死亡军团         | 1984年12月 | 理查德·温克                                                |
| Indiana Jones and the Cult of the Mummy's Crypt    | 印第安纳琼斯与木乃伊的地窖祭祀 | 1985年2月  | R·L·斯坦                                                   |
| Indiana Jones and the Dragon of Vengeance          | 印第安纳琼斯与复仇的龙         | 1985年4月  | 梅根·斯坦与H·威廉·斯坦（Megan Stine and H. William Stine） |
| Indiana Jones and the Gold of Genghis Khan         | 印第安纳琼斯与成吉思汗的黄金   | 1985年5月  | 埃伦·韦斯                                                  |
| Indiana Jones and the Ape Slaves of Howling Island | 印第安纳琼斯与咆哮岛的猿奴隶   | 1986年     | R·L·斯坦                                                   |
| Indiana Jones and the Mask of the Elephant         | 印第安纳琼斯与大象面具         | 1987年2月  | 梅根·斯坦与H·威廉·斯坦                                     |

#### 学乐集团
2009年5月，由两本新的“中级”书开始了一个新的系列——《未透露的冒险》。但实际上，这个系列并没有出现更多的书。
| 英文名                                        | 中文含义                     | 作者          |
| --------------------------------------------- | ---------------------------- | ------------- |
| Indiana Jones and the Pyramid of the Sorcerer | 印第安纳琼斯与魔法师的金字塔 | Ryder Windham |
| Indiana Jones and the Mystery of Mount Sinai  | 印第安纳琼斯与西奈山的秘密   | J.W. Rinzler  |

### 《少年印第安纳琼斯》
1990年代初，有几套不同的图书系列，讲述了印第安纳琼斯童年和少年时期的冒险，故事设定在二十世纪前几十年。这些书并不都是直接对应到《少年印第安纳琼斯大冒险》的电视剧。

#### 兰登书屋
下列图书设定为印第安纳琼斯高中前后。
| 英文名                                                | 中文含义                             | 出版时间 | 作者                          |
| ----------------------------------------------------- | ------------------------------------ | -------- | ----------------------------- |
| Young Indiana Jones and the Plantation Treasure       | 少年印第安纳琼斯与种植珍宝           | 1990年   | William McCay                 |
| Young Indiana Jones and the Tomb of Terror            | 少年印第安纳琼斯与恐怖坟墓           | 1990年   | Les Martin                    |
| Young Indiana Jones and the Circle of Death           | 少年印第安纳琼斯与死亡圈             | 1990年   | William McCay                 |
| Young Indiana Jones and the Secret City               | 少年印第安纳琼斯与秘密城市           | 1990年   | Les Martin                    |
| Young Indiana Jones and the Princess of Peril         | 少年印第安纳琼斯与危险公主           | 1991年   | Les Martin                    |
| Young Indiana Jones and the Gypsy Revenge             | 少年印第安纳琼斯与吉普赛复仇         | 1991年   | Les Martin                    |
| Young Indiana Jones and the Ghostly Riders            | 少年印第安纳琼斯与幽灵骑士           | 1991年   | William McCay                 |
| Young Indiana Jones and the Curse of Ruby Cross       | 少年印第安纳琼斯与红宝石十字架的诅咒 |          | William McCay                 |
| Young Indiana Jones and the Titanic Adventure         | 少年印第安纳琼斯与泰坦尼克冒险       | 1993年   | Les Martin                    |
| Young Indiana Jones and the Lost Gold of Durango      | 少年印第安纳琼斯与杜兰戈失落的黄金   | 1993年   | Megan Stine和H. William Stine |
| Young Indiana Jones and the Face of the Dragon        | 少年印第安纳琼斯与龙的面孔           |          | William McCay                 |
| Young Indiana Jones and the Journey to the Underworld | 少年印第安纳琼斯与地下世界之旅       | 1994年   | Megan Stine和H. William Stine |
| Young Indiana Jones and the Mountain of Fire          | 少年印第安纳琼斯与火焰山             | 1994年   | William McCay                 |
| Young Indiana Jones and the Pirates' Loot             | 少年印第安纳琼斯与海盗的掠夺品       | 1994年   | J.N. Fox                      |
| Young Indiana Jones and the Eye of the Tiger          | 少年印第安纳琼斯与虎眼               | 1995年   | William McCay                 |
| Young Indiana Jones and the Mask of the Madman        | 少年印第安纳琼斯与疯人面具           | 未出版   | Megan Stine和H. William Stine |
| Young Indiana Jones and the Ring of Power             | 少年印第安纳琼斯与权利戒指           | 未出版   | Megan Stine                   |

下列图书是电视剧的小说化。有一些讲述印第安纳琼斯8岁左右；其它的则是他16-18岁。
| 英文名                                                | 中文含义                             | 作者                          |
| ----------------------------------------------------- | ------------------------------------ | ----------------------------- |
| The Young Indiana Jones Chronicles: The Mummy's Curse | 少年印第安纳琼斯大冒险：木乃伊的诅咒 | Megan Stine和H. William Stine |
| The Young Indiana Jones Chronicles: Field of Death    | 少年印第安纳琼斯大冒险：死亡牧场     | Les Martin                    |
| The Young Indiana Jones Chronicles: Safari Sleuth     | 少年印第安纳琼斯大冒险：旅行侦探     | A.L. Singer                   |
| The Young Indiana Jones Chronicles: The Secret Peace  | 少年印第安纳琼斯大冒险：秘密和平     | William McCay                 |
| The Young Indiana Jones Chronicles: The Trek of Doom  | 少年印第安纳琼斯大冒险：夺命跋涉     | Les Martin                    |
| The Young Indiana Jones Chronicles: Revolution!       | 少年印第安纳琼斯大冒险：革命！       | Gavin Scott                   |
| The Young Indiana Jones Chronicles: Race to Danger    | 少年印第安纳琼斯大冒险：奔向危险     | Stephanie Calmenson           |
| The Young Indiana Jones Chronicles: Prisoner of War   | 少年印第安纳琼斯大冒险：战俘         | Sam Mclean                    |

#### 矮脚鸡图书
下列图书被编为《选择你自己的冒险》。象电视剧一样，有一些讲述印第安纳琼斯8岁左右；其它的则是他16-18岁。
《少年印第安纳琼斯大冒险》：
| 英文名                  | 中文含义       | 作者                |
| ----------------------- | -------------- | ------------------- |
| The Valley of the Kings | 帝王谷         | Richard Brightfield |
| South of the Border     | 边界南边       | Richard Brightfield |
| Revolution in Russia    | 俄罗斯的革命   | Richard Brightfield |
| Masters of the Louvre   | 卢浮宫的主人   | Richard Brightfield |
| African Safari          | 非洲狩猎       | Richard Brightfield |
| Behind the Great Wall   | 长城背后       | Richard Brightfield |
| The Roaring Twenties    | 咆哮的二十年代 | Richard Brightfield |
| The Irish Rebellion     | 爱尔兰叛乱     | Richard Brightfield |

#### 巴伦丁书店
《少年印第安纳琼斯》：
| 英文名               | 中文含义      | 作者          |
| -------------------- | ------------- | ------------- |
| The Mata Hari Affair | 玛塔·哈里事件 | 詹姆斯·卢西诺 |
| The Mummy's Curse    | 木乃伊的诅咒  | Parker Smith  |

#### 绘图小说
| 英文名                  | 中文含义   | 作者      |
| ----------------------- | ---------- | --------- |
| The Curse of the Jackal | 豺狼的诅咒 | Dan Barry |
| The Search for the Oryx | 寻找大羚羊 | Dan Barry |
| The Peril of the Fort   | 危险要塞   | Dan Barry |

#### 非小说书籍
| 英文名                                                               | 中文含义                           | 作者           |
| -------------------------------------------------------------------- | ---------------------------------- | -------------- |
| Lost Diaries of Young Indiana Jones                                  | 少年印第安纳琼斯遗失的日记         | Eric D. Weiner |
| The Young Indiana Jones Chronicles: On the Set and Behind the Scenes | 少年印第安纳琼斯大冒险：布景与幕后 | Dan Madsen     |
| Indiana Jones Explores Ancient Egypt                                 | 印第安纳琼斯探索古埃及             | John Malam     |
| Indiana Jones Explores Ancient Rome                                  | 印第安纳琼斯探索古罗马             | John Malam     |
| Indiana Jones Explores Ancient Greece                                | 印第安纳琼斯探索古希腊             | John Malam     |
| Indiana Jones Explores The Vikings                                   | 印第安纳琼斯探索维京人             | John Malam     |
| Indiana Jones Explores The Incas                                     | 印第安纳琼斯探索印加人             | John Malam     |
| Indiana Jones Explores The Aztecs                                    | 印第安纳琼斯探索阿兹特克人         | John Malam     |

### 漫画书
主条目：夺宝奇兵漫画

## 视频游戏
自从最初的影片上映，就出现了一些基于夺宝奇兵系列的视频游戏。它们既包括基于或源于电影的游戏，又包括在新的故事情节中演绎那些角色的游戏。

### 基于或源于电影的游戏
| 名称                          | 发布时间 | 厂商          | 说明                                                                     |
| ----------------------------- | -------- | ------------- | ------------------------------------------------------------------------ |
| 《法櫃奇兵》                  | 1982年   | 雅达利        | 第一款夺宝奇兵视频游戏。发布于雅达利2600上。                             |
| 《》                          | 1985年   | 雅达利游戏    | 街机游戏，后转换为许多家用电脑和控制台格式，包括1988年的一个红白机版本。 |
| 《圣战奇兵：动作游戏》        | 1989年   | LucasArts     |                                                                          |
| 《圣战奇兵：图形冒险》        | 1989年   | LucasArts     |                                                                          |
| 《圣战奇兵》                  | 1991年   | 太东          | 发布于红白机控制台。                                                     |
| 《印第安纳·琼斯最伟大的冒险》 | 1994年   | JVC/LucasArts | 2008年为止最后的电影改编，基于最初所有三部影片。发布于超级任天堂。       |
| 《乐高夺宝奇兵：最初冒险》    | 2008年   | LucasArts     | 基于最初的三部影片和乐高玩具。                                           |
| 《乐高夺宝奇兵2：冒险继续》   | 2009年   | LucasArts     | 最初乐高夺宝奇兵游戏的续作。                                             |

### 原创游戏

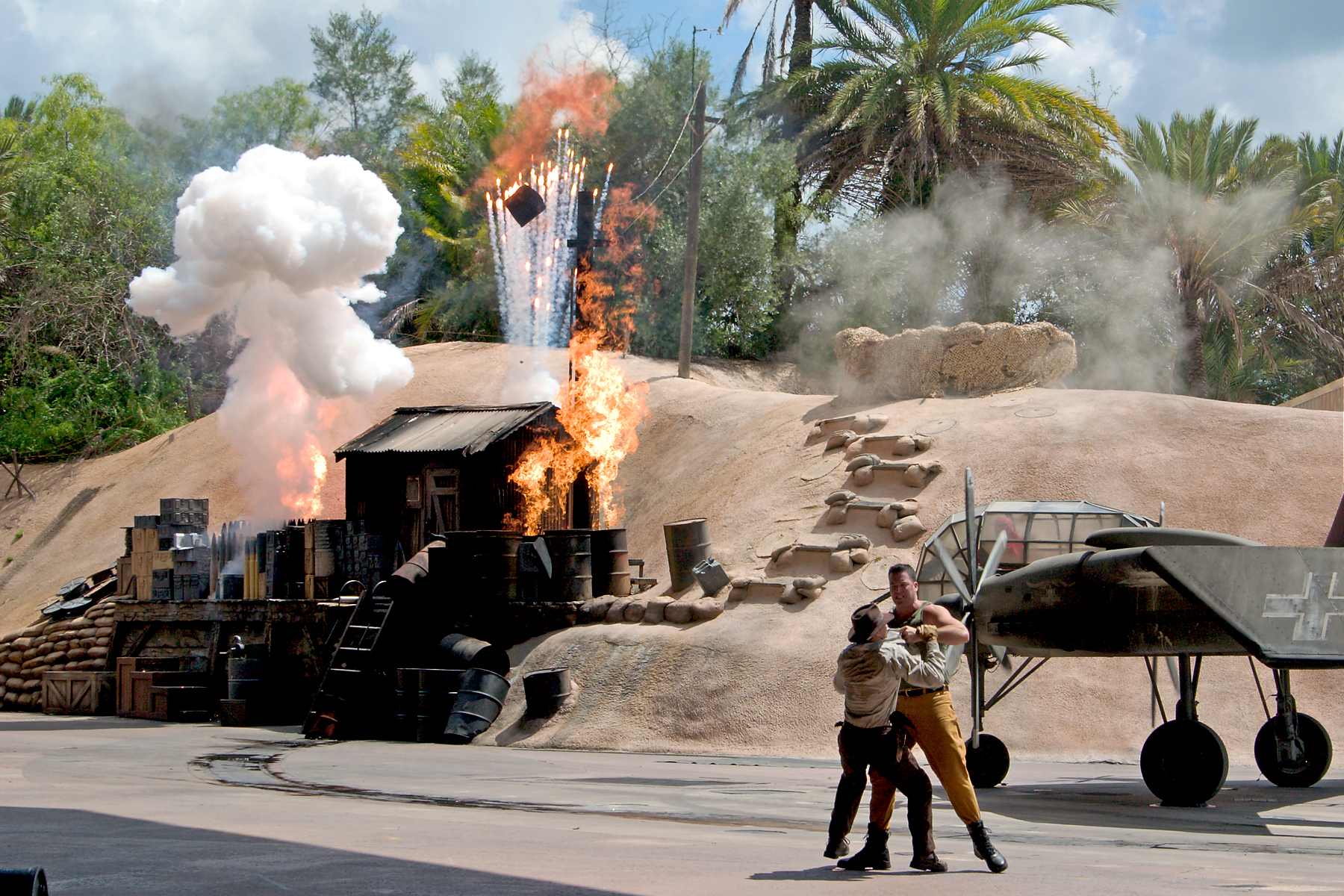
“印第安纳琼斯史诗般的壮观特技！”的装置在活动

| 名称                                                             | 发布时间      | 厂商                    | 说明 |
| ---------------------------------------------------------------- | ------------- | ----------------------- | --- |
| 《印第安纳琼斯在失落的王国》                                     | 1985年        | 思维空间                | |
| 《印第安纳琼斯在古人的复仇中》                                   | 1987年        | 思维空间                | 为苹果II和PC-DOS电脑平台发布。 |
| 《亚特兰提斯之谜》                                               | 1992年        | LucasArts               | 为DOS（IBM电脑）兼容机发行。 |
| 《印第安纳琼斯和铁凤凰》                                         | 已取消        |                         | 《亚特兰提斯之谜》的续作，原计划于1995年发行。 |
| 《少年印第安纳琼斯大冒险》                                       | 1993年        | Jaleco                  | 发布于红白机控制台。 |
| 《少年印第安纳琼斯主演的混沌仪器》                               | 1994年        | LucasArts               | 发布于Mega Drive。 |
| 《印第安纳琼斯与其桌面冒险》                                     | 1996年        | LucasArts               | |
| 《印第安纳琼斯与恶魔机器》                                       | 1999年        | LucasArts               | 1999年发布于PC，2001年发布于任天堂64和Game Boy Color。 |
| 《印第安纳琼斯与帝陵》                                           | 2003年        | LucasArts               | 《魔宫传奇》的前传。发布于PlayStation 2、Xbox及Microsoft Windows。 |
| 《印第安纳琼斯与王之杖》                                         | 2009年6月     | LucasArts               | 发布于任天堂DS、Wii、PSP和PS2。 |
| 《Indiana Jones and the Lost Puzzles》[印第安纳琼斯与失落的拼图] | 2009年        | THQ                     | 由Universomo开发，发布于黑莓手机的THQ无线、iOS和Windows Mobile。 |
| 《印第安纳琼斯冒险世界》                                         | 2011年底      | Zynga/卢卡斯影业        | [ 117 ] |
| 《》                                                             | 2024年12月9日 | MachineGames/卢卡斯影业 | 由卢卡斯影业授权，原创剧情基于《夺宝奇兵》及《夺宝奇兵3：圣战奇兵》区间的第一人称动作冒险游戏。发布于XSX\|S及PC（微软商店、Steam）平台，首发加入XGP。为了响应微软游戏部门内部的商业战略变化，后于8月20日科隆游戏展展前发布会期间宣布将于2025年春季登陆PS5平台，亦会在2026年发布任天堂Switch 2版本。 |

## 主题公园景点
在迪斯尼收购之前，乔治·卢卡斯与沃尔特迪斯尼幻想工程合作，为全球多个沃尔特迪斯尼乐园及度假区建造《夺宝奇兵》景点。迪斯尼主题公园的《夺宝奇兵》主题景点包括：
| 景点                           | 公园               | 地点                     | 开放时间 | 说明                                                                        |
| ------------------------------ | ------------------ | ------------------------ | -------- | --------------------------------------------------------------------------- |
| 印第安纳琼斯史诗般的壮观特技！ | 迪斯尼好莱坞梦工场 | 佛羅里達州比尤納維斯塔湖 | 1989年   |                                                                             |
| 印第安纳琼斯与危险寺庙过山车   | 巴黎迪斯尼乐园     | 法国马恩河谷             | 1993年   |                                                                             |
| 印第安纳琼斯冒险               | 迪斯尼乐园         | 加利福尼亚州安纳海姆     | 1995年   |                                                                             |
| 印第安纳琼斯冒险               | 东京迪斯尼海洋     | 日本千叶县               | 2001年   |                                                                             |
| 乔克·林德赛机库酒吧            | 迪斯尼世界度假区   | 迪斯尼之泉               | 2015年   | 《夺宝奇兵》主题酒吧。 乔克·林德赛是片中多次为印第安纳·琼斯开飞机的驾驶员。 |
| 大电影游览                     | 迪斯尼好莱坞梦工场 | 佛羅里達州比尤納維斯塔湖 |          | 展现了一个基于《法櫃奇兵》的场景。                                          |

## 商品

### 玩具
1981年6月《法櫃奇兵》首次上映，在随后的圣诞季，肯纳制品生产了一个12英寸高的印第安纳·琼斯“写实风格活动人偶”。第二年春天，他们推出了九个小比例（33⁄4"）活动人偶，三个玩具套装，以及德国沙漠车队卡车和印第安纳·琼斯的马的复制品，所有这些都来自于《法櫃奇兵》。他们还提供了一个《法櫃奇兵》的图版游戏。
1984年，结合《魔宫传奇》在剧院上映，TSR公司为一个角色扮演游戏发布了两部影片中十二个角色的微型金属版本。LJN玩具公司还发布了印第安纳·琼斯、莫拉·拉姆和大图基活动人偶；曾有计划要增加威利·斯科特和小滑溜，以及一个矿车追逐套装，但是并没有付诸实施。
1989年并没有生产玩具来配合《圣战奇兵》，但在1993年，Horizon发布了印第安纳·琼斯和亨利·琼斯的非常细致的乙烯模型人偶。1995年，微型机器生产了一套来自所有三部影片的十辆压铸玩具车。微型机器还考虑了一款迷你玩具套装，但是并没有付诸实施。1999年，玩具麦考伊发布了一款仅供日本市场的限量版12英寸人偶，人偶为《法櫃奇兵》中印第安纳·琼斯和他的马。2001年，迪斯尼乐园及度假区出售了新的、独家的活动人偶和模型车辆，并在2003年8月出售了第二波。其中包括特种部队系列版本的印第安纳·琼斯，还包括一个非裔美国人风格的玩具，以纪念黑人表演者的特技表演。
2008年，孩之宝发布了基于《法櫃奇兵》和《水晶头骨王国》的玩具。当年晚些时候又发布了更多的人偶，包括《圣战奇兵》和《魔宫传奇》中的角色，但是发行非常有限。这些玩具中包括了33⁄4英寸和12英寸的人偶、车辆、一个玩具套装，以及一个针对儿童的“冒险英雄”系列。2008年秋天，孩之宝宣布，由于销量减少，将取消这条产品线。但直到2011年圣迭戈国际漫画展之前，仍然陆续发布了一些人偶。
2008年，助兴藏品、温和巨人（Gentle Giant）、钻石选择玩具和寿屋也取得了夺宝奇兵的授权。配合第四部影片的上映，乐高发布了八个套装，它们基于《法櫃奇兵》、《圣战奇兵》和《水晶头骨王国》。
跨主题的商品包括孩之宝的一个Mr. Potato Head“土豆法櫃奇兵”（Taters Of The Lost Ark）套装，米老鼠印第安纳·琼斯，以及一个提线木偶品牌的冒险科米活动人偶。其中冒险科米由Palisades玩具生产，该青蛙的形象基于迪斯尼世界特技表演中出现的“迪斯尼世界的提线木偶”。
迪斯尼乙烯动画在2014年引入了一个基于《夺宝奇兵》角色的系列。

### 角色扮演游戏
已经有两种基于夺宝奇兵系列的角色扮演游戏出版物。《印第安纳琼斯历险记角色扮演游戏》由TSR公司根据1984年的授权设计并出版发行。十年后，西端游戏获得了授权，发布了他们自己的版本——《印第安纳琼斯的世界》。

### 弹珠台
主条目：夺宝奇兵：弹珠台冒险
一个基于前三部影片的弹珠台于1993年上市。船尾弹珠在2008年发布了一个包含所有四部影片的新版本。

## 扩展阅读
- Rinzler, J.W.; 劳伦·鲍泽里奥（英语：Laurent Bouzereau）.  [夺宝奇兵完全揭密]. 兰登书屋. 2008. ISBN 978-0-09-192661-8 （英语）.
- Hearn, Marcus.  [乔治·卢卡斯的电影院]. 纽约: Harry N. Abrams Inc, Publishers. 2005. ISBN 0-8109-4968-7 （英语）.
- 约瑟夫·麦克布赖德（英语：Joseph McBride (writer)）.  [斯蒂芬·斯皮尔伯格]. 纽约市: 费伯出版社. 1997. ISBN 0-571-19177-0 （英语）.